# Lil Uzi Vert
Саймер Вудс (англ. Symere Woods), більш відомий під псевдонімом Ліл Узі Верт (англ. Lil Uzi Vert) — американський реп-виконавець з Філадельфії, США. Здобув визнання після випуску дебютного синглу  «Money Longer», а також мікстейпів  «Luv Is Rage»,  «Lil Uzi Vert vs. the World» та  «The Perfect Luv Tape». 28 жовтня 2016 року світ побачив трек  «Bad and Boujee» (у співавторстві з гуртом Migos), який посів першу сходинку на Billboard Hot 100. У серпні 2017 року вийшов його дебютий студійний альбом  «Luv Is Rage 2», який посів першу сходинку у Списку альбомів № 1 в США за версією журналу «Billboard». На 2020 рік заплановано вихід другого студійного альбому виконавця — «Eternal Atake».
Журнал  «Complex» назвав Узі «одним із тих імен, на які варто звернути увагу в 2016 році», а журнал «Spin» написав: «двадцятидворічний закріпив за собою місце, … для енергійного вираження власного стилю». Оглядач з «Noisey» назвав його «особливо харизматичним», «природним розважальником», який «хай там що, змушує людей тяжіти до майбутнього».
Стиль Узі часто порівнюють з роком, а також приписують йому такий жанр, як емо реп.
Ліл Узі Верт називає Мерліна Менсона «своїм найбільшим натхненням». Він також є прихильником гурту «Paramore» і зокрема Гейлі Вільямс, яка теж вплинула на його творчість. В одному зі своїх інтерв'ю журналу «Complex», Ліл Узі Верт назвав імена таких виконавців, що вплинули на його музичну діяльність: ASAP Rocky, Фаррелл Вільямс, Каньє Вест, Young Thug, Віз Халіфа, Lil Wayne та гурт Ying Yang Twins.

## Дискографія
Студійні альбоми
- «Luv Is Rage» (2015)
- «The Perfect LUV Tape» (2016)
- «Luv Is Rage 2»[en] (2017)
- «Eternal Atake» (2020)
- «Pluto x Baby Pluto» (2020)
- «Pink Tape» (2023)

Мікстейпи
- «The Real Uzi» (2014)
- «Luv Is Rage»[en] (2015)
- «Lil Uzi Vert vs. the World»[en] (2016)
- «The Perfect Luv Tape»[en] (2016)
- «Red & White» (2022)

Нагороди
| Рік  | Нагорода                     | Номінація                  | Категорія                | Результат    | Пр.    |
| ---- | ---------------------------- | -------------------------- | ------------------------ | ------------ | ------ |
| 2017 | Музична премія «Billboard»   | Себе                       | Найкращий новий артист   | Номінація    | [ 18 ] |
| 2017 | Музична премія «Billboard»   | «Bad and Boujee» (з Migos) | Найкраща реп-пісня       | Номінація    | [ 18 ] |
| 2017 | Музична премія «Billboard»   | «Bad and Boujee» (з Migos) | Найкраща реп-співпраця   | Номінація    | [ 18 ] |
| 2017 | Музична премія «MTV Video»   | «Bad and Boujee» (з Migos) | Найкраще хіп-хоп відео   | Номінація    | [ 19 ] |
| 2017 | Музична премія «MTV Video»   | «XO Tour Llif3»            | Пісня літа               | Перемога     | [ 19 ] |
| 2018 | Премія Греммі                | Себе                       | Найкращий новий артист   | Номінація    | [ 20 ] |
| 2018 | Премія Греммі                | «Bad and Boujee» (з Migos) | Найкраще реп-виконання   | Номінація    | [ 20 ] |
| 2018 | Музична премія «iHeartRadio» | «Bad and Boujee» (з Migos) | Хіп-хоп пісня року       | В очікуванні | [ 21 ] |
| 2018 | Музична премія «iHeartRadio» | Себе                       | Найкращий хіп-хоп артист | В очікуванні | [ 21 ] |